# 小竹町
小竹町（日语：／ Kotake machi */?）是位于福岡縣中部的一町。屬鞍手郡。

## 歷史

### 年表
- 1884年：勝野村、新多村、新山崎村、南良津村、御德村、赤地村、中泉村、盒設勝野村外六村戶長役場。[1]
- 1889年4月1日：實施町村制，勝野村、南良津村、新山崎村、新多村、赤地村、御德村合併為勝野村。中泉村則與福智村合併（現為直方市的一部份）。
- 1928年1月1日：改制並改名為小竹町。

## 交通

### 鐵路
- 九州旅客鐵道
  - 筑豐本線：勝野車站 - 小竹車站
- 平成筑豐鐵道
  - 伊田線：赤地車站

|  |